# سیلیکون بلورین

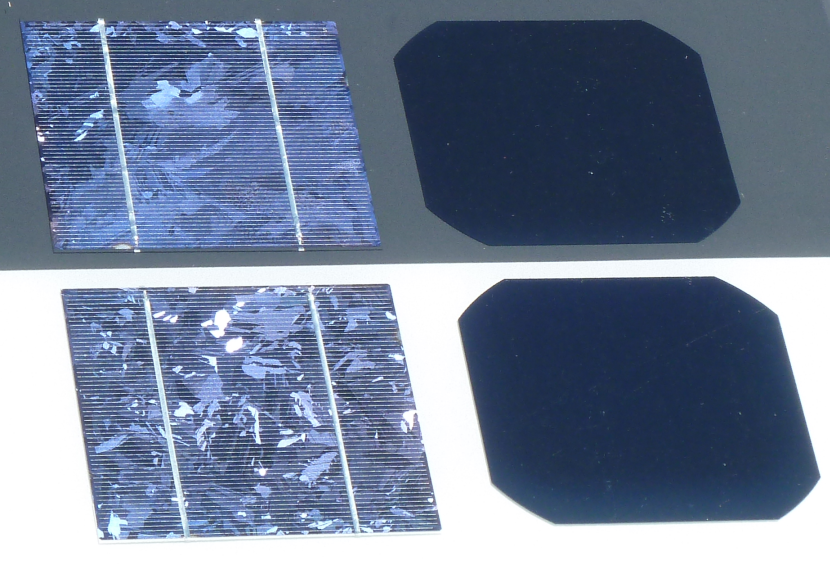
مقایسه صفحه‌های خورشیدی مولتی-سیلیکونی (سمت چپ) با مونی-سیلیکونی (سمت راست)

سیلیکون بلورین (به انگلیسی: Crystalline silicon)که به اختصار c-Si نوشته می‌شود، سیلیکون در حالت بلورین آن می‌باشد، که به دو گونه سیلیکون مولتی-کریستالی (به انگلیسی: multicrystalline silicon) و سیلیکون مونو-کریستالی یا تک-بلوری (به انگلیسی: monocrystalline silicon) موجود است.
سیلیکون مولتی-کریستالی از مجموعه ای از کریستال‌های کوچک و سیلیکون مونو-کریستالی از یک کریستال یکپارچه و بزرگ تشکیل شده‌است.
سیلیکون بلورین ماده اصلی ساخت نیمه رساناها محسوب می‌شود که در فتوولتائیک برای ساخت سلول‌های خورشیدی کاربرد دارد. از این سلول‌های خورشیدی برای ساخت صفحه‌های خورشیدی و تبدیل انرژی خورشیدی به برق استفاده می‌شود.
سیلیکون استفاده شده در الکترونیک معمولاً نوع مونو-کریستالی آن می‌باشد که برای ساخت تراشه‌ها از آن استفاده می‌شود. سیلیکون استفاده شده در این کاربرد باید خلوص خیلی بیشتری نسبت به سیلیکون استفاده شده در سلول‌های خورشیدی داشته باشد. ساخت سیلیکون گرید نیمه رسانا شامل یک مرحله خالص سازی شیمیایی برای ساخت پلی-سیلیکون فوق خالص است که پس از آن یک مرحله بلوری شدن دوباره (recrystallization) انجام می‌شود تا مونو-کریستال یا تک-بلور بدست آید. سپس ستون استوانه ای تک بلور بدست آمده که boule خوانده می‌شود توسط اره سیمی دقیقی برش داده می‌شود تا ویفرها بدست آیند.
گاهی به سلول‌های خورشیدی ساخته شده از سیلیکون بلورین، سلول‌های خورشیدی نسل اول یا سنتی گفته می‌شود چرا که این سلول‌ها اولین بار در دهه ۱۹۵۰ ساخته شدند و تا به امروز پرکاربردترین نوع آن بوده‌اند. از آنجایی که این سلول‌ها از ویفرهای خورشیدی ضخامت ۱۶۰ تا ۱۹۰ میکرومتر ساخته شده‌اند یعنی برش‌هایی از سیلیکون رده-خورشیدی، گاهی به آنها، سلول‌های خورشیدی پایه-ویفری گفته می‌شود.